# Mackenzie Bowell
Mackenzie Bowell (Rickinghall, Groot-Brittannië, 27 december 1823 - Belleville, Ontario, 10 december 1917) was een Canadees politicus en de vijfde minister-president van zijn land. Hij diende 16 maanden in deze positie, van december 1894 tot april 1896.
Bowell werd in Engeland geboren en zijn ouders vertrokken in 1833 naar Ontario alwaar hij opgroeide. Hij werd een leerling van de drukker van de Intelligencer, een lokale krant waarvan hij later redacteur en vervolgens eigenaar zou worden. Zijn politieke loopbaan begon hij in 1867 toen hij in het eerste parlement van Canada werd verkozen als vertegenwoordiger van het district Hastings voor de Conservatieve Partij van Canada.
In het tweede kabinet van minister-president John A. Macdonald werd Bowell in 1878 minister van douane in welke positie hij 13 jaar lang zou dienen. Hij kreeg hierin onder meer de verantwoordelijkheid het beleid inzake handelstarieven uit te voeren. In 1892 werd hij in het kabinet van minister-president John Abbott minister van milities en defensie om korte tijd later door Abbotts opvolger John Thompson minister van handel te worden. Hij kreeg tevens een benoeming tot de Canadese senaat.
Na het plotselinge overlijden van Thompson was Bowell de eerst aangewezene om het op te volgen als minister-president. Hoewel hem werd aangeraden het ambt niet te aanvaarden deed hij dit toch. Korte tijd na zijn aantreden verloor Bowell het vertrouwen van een aantal leden van zijn kabinet alsmede dat van de gouverneur-generaal van Canada. Na een interne rebellie in zijn regering over een conflict rond de rechten van Franstalige, meest rooms-katholieke scholen in de nieuw gevormde provincie Manitoba nam Bowell ontslag om opgevolgd te worden door Charles Tupper.
Na zijn ambtstermijn als minister-president bleef Bowell nog tot 1906 partijleider van de Conservatieven in de Senaat.
Mackenzie Bowell stierf op 93-jarige leeftijd aan longontsteking.